# Dimecres
|  | Per a altres significats, vegeu «Dimecres (desambiguació)». |

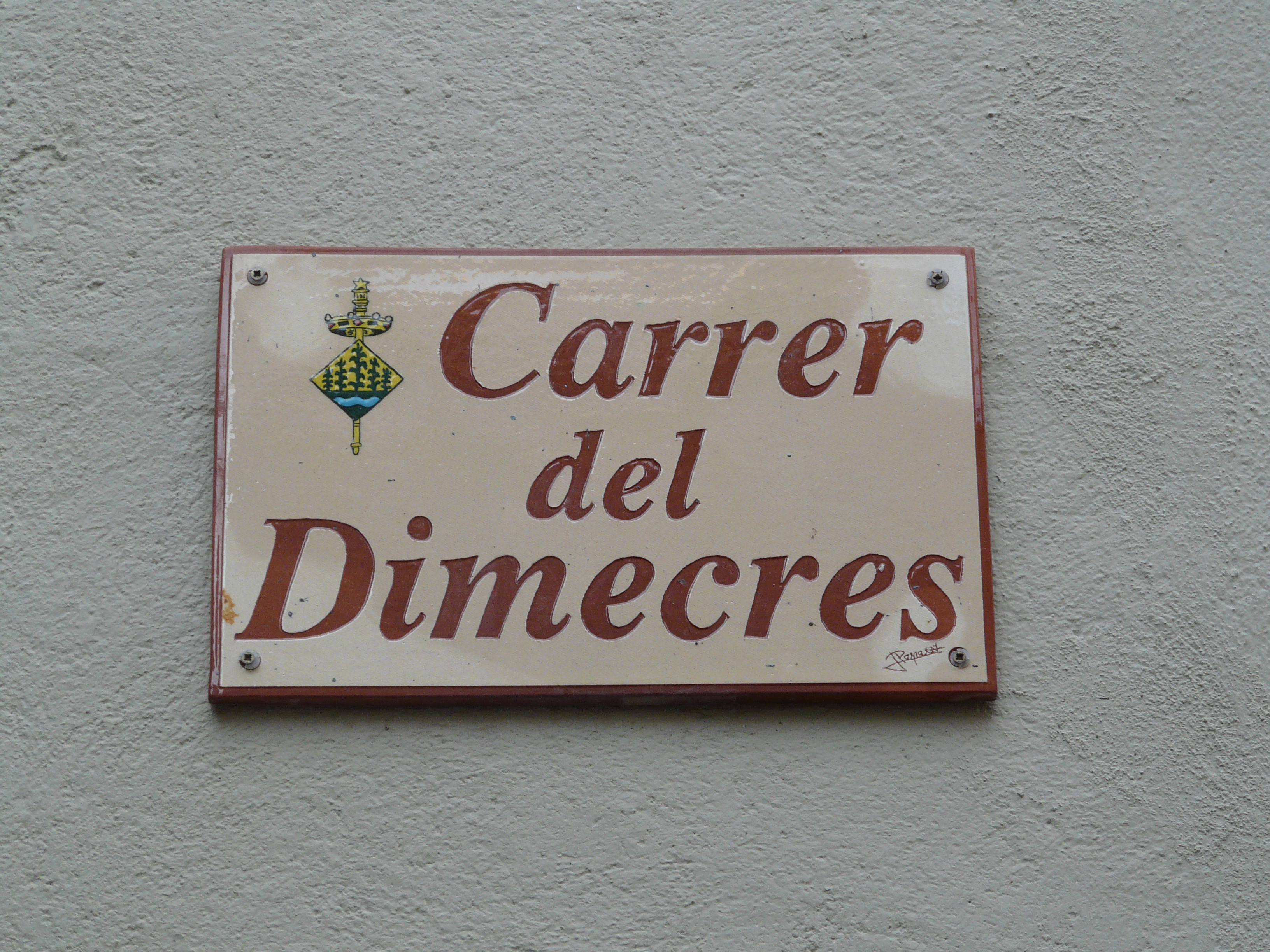
Un carrer de Riudecanyes porta el nom d'aquest dia de la setmana.

El dimecres és el tercer dia de la setmana. El nom «dimecres» prové del llatí Dies Mercuri, o "dia del déu Mercuri"; les llengües germàniques dediquen aquest dia a Odin (pels escandinaus) o Wōden (pels germànics), el déu principal de la mitologia nòrdica. S'abreuja com «dc».
Aquests són alguns dels noms que rep el dimecres en diferents idiomes:
| Idioma                                | Nom                                             | Significat                                               |
| ------------------------------------- | ----------------------------------------------- | -------------------------------------------------------- |
| Alemany Polonès Rus                   | Mittwoch Środa Среда                            | Mitja setmana                                            |
| Català Aranès Castellà Francès Italià | Dimecres Dimèrcles Miércoles Mercredi Mercoledì | Dia de Mercuri                                           |
| Anglès Neerlandès Suec                | Wednesday Woensdag Onsdag                       | Dia d'Odín (Wotan)                                       |
| Japonès                               | 水曜日 / Suiyôbi                                | Dia de l'aigua                                           |
| Portuguès                             | Quarta-feira                                    | Quart dia                                                |
| Basc                                  | Asteazken                                       | Aste (setmana) + Azken (últim) = Últim dia de la setmana |